# Сунне
Сунне (швед. Sunne) — населённый пункт в центральной Швеции. Административный центр одноимённой коммуны, расположенной в лёне Вермланд, исторической провинции Вермланд.

## География и история
Городок Сунне находится на берегу озера Фрюкен, в «узком месте», проливе, соединяющем две части озера — Верхний Фрюкен (Övre Frenke) и Средний Фрюкен (Mellan Fryken). Название местечка Сунне происходит от его географического положения возле «пролива» (Sund). Западнее Сунне находится прилегающая к озеру низина Фриксдаль.
Местность, где расположен Сунне, была заселена человеком по крайней мере 5 тысяч лет назад. В XVII столетии тут появляется значимое поселение с правами устройства рынка (Marktflecken).

## Достопримечательности
Находящаяся в Сунне церковь заложена была в XII веке и является одной из старейших в провинции Вермланд. Неоднократно здесь происходили пожары (в 1333, 1699 и в 1886 годах), после которых церковь восстанавливалась. Наиболее старинной в этой церкви является крёстная купель, относящаяся также к XII веку. В доме напротив прошло детство шведского писателя Ёрана Тунстрёма, его отец служил в ней священником. В некоторых его романах действие происходит в этой церкви («Рождественская оратория», 1983).
Недалеко от Сунне, в этой же коммуне находится также имение Морбакка, где родилась шведская писательница Сельма Лагерлёф. В этом доме Сельма много занималась писательской деятельностью. Материалом для её романа о Нильсе Хольгерсоне и его путешествии с дикими гусями стало именно это поместье и жизнь его обитателей — людей, животных и птиц. В настоящее время в Морбакке находится один из наиболее посещаемых в Швеции музеев.

## Туризм и спорт
Сунне зимой является одним из мест массового посещения любителями лыжных видов спорта. В местечке находится лыжный центр, одна из самых современных в Европе лыжных трасс. Из прочих видов спорта здесь развит футбол, местный клуб IFK Sunne выступает в шведской футбольной лиге.
Летом в Сунне проводится ежегодный музыкальный фестиваль.

## Экономика
Производство в Сунне ориентировано на выпуск печатной продукции, здесь работает несколько фирм, занятых в этой области. Местный колледж выпускает специалистов, занятых также в печатном производстве.

## Известные личности
- Пер Вильгельм Варгентин (1717—1783), астроном
- Сельма Лагерлёф (1858—1940), писательница
- Мари Робертсон (род. 1977), актриса театра и кино.